# Vače
Vače is een plaats in Slovenië en maakt deel uit van de gemeente Litija in de NUTS-3-regio Zasavska. De plaats telde 368 inwoners op 1 januari 2020.